# Barza lui Storm
Barza lui Storm  (Ciconia stormi) este o specie de barză de dimensiuni medii care apare în principal în pădurile tropicale de câmpie din Indonezia, Malaezia și sudul Thailandei. Este considerată a fi cea mai rară dintre toate berzele, și se estimează că numără mai puțin de 500 de indivizi sălbatici în toată aria sa geografică. Populația este în declin de mult timp, iar cauza principală este considerată ca defrișarea habitatului său nativ.

## Taxonomie și sistematică

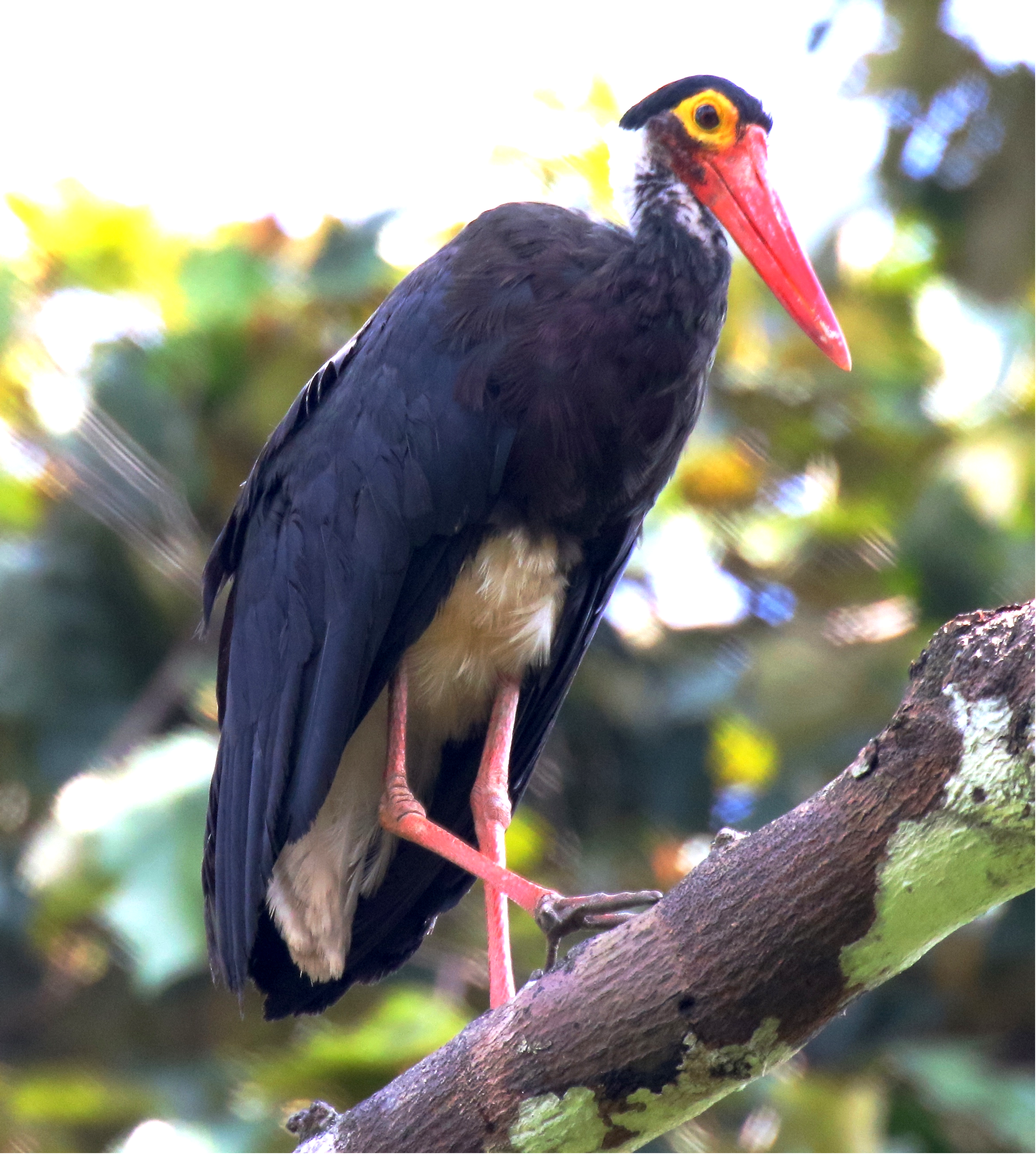
Râul Kinabatangen - Sabah, Borneo - Malaezia

Această barză a fost descrisă pentru prima dată de Wilhelm August Heinrich Blasius în 1896 și numită după căpitanul maritim german Hugo Storm, un colecționar de exemplare zoologice din Indiile de Vest. În Thailanda, este cunoscută sub numele de "nok kra su um", care se referă la procedura de pescuit a păsărilor. Această specie este foarte asemănătoare și strâns legată de barza cu gâtul creț a cărei arie de rezidență se suprapune parțial cu cea a berzei lui Storm. Deși barza lui Storm a fost considerată mult timp o specie separată, a fost tratată anterior ca o subspecie a berzei cu gâtul creț în trecutul mai recent. Barza lui Storm este caracterizată printr-un petic de culoare portocaliu-gălbui în jurul ochilor care este absent la barza cu gâtul creț; iar gâtul este alb-negru, în timp ce la barza cu gâtul creț este complet alb. Totuși, trăsăturile distinctive ale berzei lui Storm au fost slab cunoscute în trecut, ceea ce a dus deseori la confuzie cu barza cu gâtul creț.
Analizele filogenetice ale Ciconiidae au sugerat că barza lui Storm și barza cu gâtul creț sunt specii surori.

## Descriere

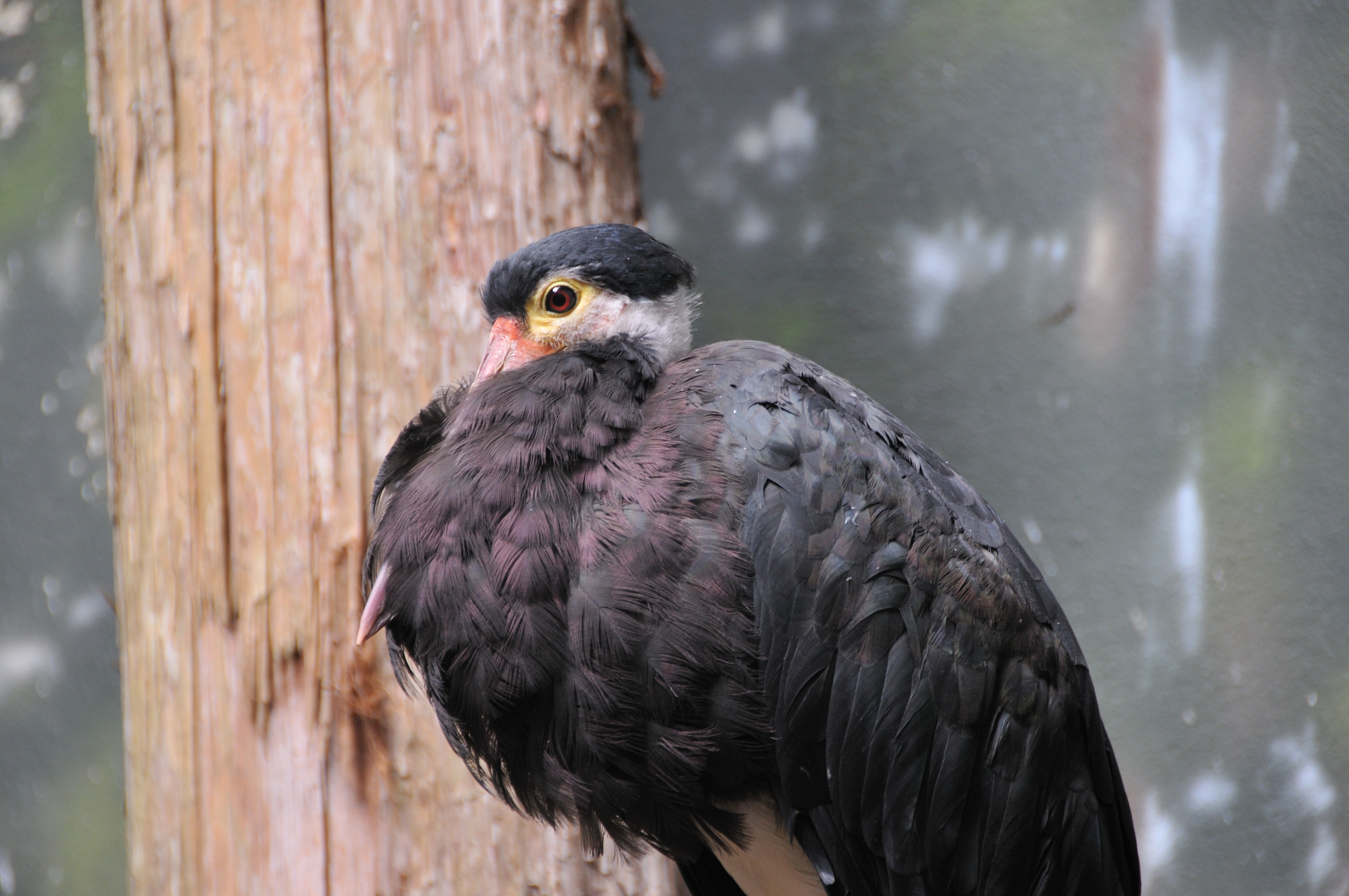
Ciconia stormi la Bronx Zoo, SUA.

Această barză de dimensiuni medii are o înălțime de 75-91 cm  și cea mai mare parte a penajului este de culoare neagră. Supracodalele și coada sunt albe, cu negru la margine. Are pielea feței portocaliu, cu un inel galben care înconjoară ochiul, un iris roșu și un cioc roșu-rozaliu. La unii, dar nu la toți indivizii masculi, creasta dorsală a ciocului este ușor concavă.
Picioarele și labele picioarelor adulților sunt de un roșu mat, dar de obicei par mai deschise, deoarece sunt adesea acoperite cu excrementele păsărilor. Culoarea ciocul și a altor părți moi ale corpului devine mai aprinsă în timpul sezonului de reproducere. Masculul și femela au un aspect similar, dar la fel ca la toate berzele, masculul pare puțin mai mare. De asemenea, din observațiile din teren se speculează că pieptul, gâtul și creștetul capului masculului au un negru ușor mai lucios.
Penajul puilor la vârsta de 1-3 zile este complet alb, însoțit de o coroană neagră și un cioc negru cu vârful galben-portocaliu. Picioarele, pielea feței și sacul gular sunt inițial de culoare galben deschis; pe măsură ce puii cresc, picioarele devin roz, iar pielea feței devine gri închis. Irisul este inițial brun.
Puii cresc foarte repede, dublându-și dimensiunea de la naștere în mai puțin de o lună, când încep și să se dezvolte pene negre pe aripi, gât și corp. După 30 de zile, zonele cu pene negre s-au dezvoltat iar pieptul negru și acoperitoarele aripilor sunt striate cu verde lucios și roșu-maroniu. După 45 de zile, tinerii seamănă cu adulții, dar sunt încă mai mici, cu ciocuri mai scurte și cu culori mai palide ale pielii, iar întunecimea penajului lor este ușor mai mată. The chicks become fully feathered after 52–57 days. S-a raportat că tinerii în libertate părăsesc cuibul după aproximativ 60 de zile, iar indivizii aflați în captivitate pot zbura de obicei după 90 de zile.
Păsările adulte sunt, în general, tăcute în afara sezonului de reproducere, însă în timpul sezonului de reproducere fac vocalizări.